# Чортовець (притока Хотимирки)
Чортовець (пол. Chortowiec, Chortowiecki) — річка в Україні, у Тлумацькому й Городенківському районах Івано-Франківської області у Галичині. Права притока Хотимирки, (басейн Дністра).

## Опис
Довжина річки 22 км, похил річки 4,3  м/км, площа басейну водозбору 97,0  км², найкоротша відстань між витоком і гирлом — 18,66  км, коефіцієнт звивистості річки — 1,18 . Формується багатьма безіменними струмками та затоками. Річка тече на Покутті.

## Розташування
Бере початок на північно-західних схилах безіменної гори (386 м) біля села Сороки. Тече переважно на північний захід через Острівець, Чортовець і у Гарасимів впадає у річку Хотимирку, праву притоку Дністра.
Населені пункти вздовж берегової смуги: Рогиня, Гавриляк.

## Цікавий факт
- У XIX столітті у селі Чортовець на річці було 2 водяних млина та 2 православні церкви[2].
- Біля витоку річки проходить автошлях Р24[4].